# Bech-Kleinmacher
Bech-Kleinmacher (luxembourgeois : Bech-Maacher) est une section de la commune luxembourgeoise de Schengen située dans le canton de Remich.

## Histoire
Avant le 1er janvier 2012, Bech-Kleinmacher était le centre administratif de la commune de Wellenstein qui fut dissoute lors de sa fusion avec la commune de Schengen.